# مورسنت بی‌طرف
مورسنت بی‌طرف (تلفظ فرانسوی: [mɔʁɛsnɛ]) یک حاکمیت مشترک بلژیکی-پروسی در اروپای غربی بین سال‌های ۱۸۱۶ تا ۱۹۲۰ بود. این سرزمین به‌طور مشترک توسط پادشاهی متحد هلند (بلژیک پس از استقلالش در ۱۸۳۰) و پادشاهی پروس اداره می‌شد. مورسنت بی‌طرف در زمینی به مساحت ۳۶۰ هکتار دارای ۴٫۸ کیلومتر طول و ۱٫۶ کیلومتر عرض بود. پس از سال ۱۸۳۰ این سرزمین در شمالی‌ترین نقشه با استان لیمبورخ هلند، در غرب با استان لیژ بلژیک و در جنوب و شرق نیز با استان راین پروس دارای مرز مشترک بود. محل سابق این کشور هم‌اکنون محل تلاقی مرزهای بلژیک، آلمان و هلند است.
در دوران جنگ جهانی اول، مورسنت بی‌طرف به آلمان پیوست هرچند متفقین آن را به رسمیت نمی‌شناختند. آتش‌بس ۱۱ نوامبر ۱۹۱۸ بین آلمان و فرانسه، آلمان را وادار به دست برداشتن از بلژیک و مورسنت کرد. یک سال پس از آن طبق پیمان ورسای مورسنت بی‌طرف باید به بلژیک می‌پیوندید که این اتفاق در ۱۰ ژانویه ۱۹۲۰ افتاد و کلمی یکی از شهرداری‌های بلژیک شد. در دوران جنگ جهانی دوم، کلمی و نواحی اطرافش به آلمان پیوست و نامش دوباره به مورسنت تغییر یافت اما دوباره در سال ۱۹۴۴ به بلژیک بازگشت.
این سرزمین بسیار مورد علاقه اسپرانتیست‌ها است چرا که تمایلاتی در اوایل قرن بیستم برای بنیان‌گذاری یک کشور اسپرانتوزبان به نام آمیکِیو (به اسپرانتو : Amikejo) (به معنی سرزمین دوستی) در سرزمین مورسنت بی‌طرف وجود داشت.

## مطالعات بیشتر
- Earle, Peter C. (2012-08-04). "Anarchy in the Aachen". مؤسسه میزس. Retrieved 2017-09-07.
- Earle, Peter C. (2014). A Century of Anarchy: Neutral Moresnet through the Revisionist Lens. Intangible Goods. ISBN 978-0-9913059-5-7.
- Press, Steven Michael (2010-06-29). To Govern, or Not to Govern: Prussia, Neutral Moresnet. Rochester, NY: Social Science Research Network. SSRN 2096313.